# 年間最優秀MILF女優賞 (AVN)
年間最優秀MILF女優賞（ねんかんさいゆうしゅうMILFじょゆうしょう、MILF Performer of The Year）は、AVNアワードの部門の一つで、年間で活躍したMILF女優に贈られる部門賞である。

## 概要
この部門は、2009年に開催された第26回に「MILF/Cougar Performer of the Year」という部門名で新設された。その後、2014年から「MILF Performer of the Year」に名称が変更され、現在に至っている。

### AVNアワード
AVNアワードは、1984年にAVN（Adult Video News）マガジンがポルノ映画産業に関わる人たちの業績を表彰するために創設した賞で、約100の部門が存在する。第1四半期にネバダ州ラスベガスで開催されるAVNアダルト・エンターテインメント・エキスポの期間中に発表される。

### MILF
「MILF」とは、「Mom I'd Like to Fuck」の頭文字に由来し、熟年になっても性的な魅力がある女性のことを指している。通常、「MILF」とは、その年齢から、その人の母親となりうる年齢の魅力的な女性を指す。例えば、20〜25歳にとって「MILF」とは、40〜55歳くらいの性的魅力にあふれた女性のことになる。
その他、「MILF」に類似した言葉に、欧米では「クーガー」や「ヤミー・マミー」、「Mature」、日本では「美魔女」、「熟女」などがある。

### 最多受賞者
女優のジュリア・アンとインディア・サマーはそれぞれ3度受賞、シェリー・デヴィルは5度受賞し、最多受賞者となっている。

## 受賞者

### 2000年代
| 受賞者          | ノミネート      | |
| 第26回 - 2009年 | 第26回 - 2009年 | 第26回 - 2009年 |
| --------------- | --------------- | --- |
|                 | リサ・アン      | - ジュリア・アン - ダリル・ハナ - ニナ・ハートレー - ブレンダ・ジェームズ - フランチェスカ・レイ - デヴォン・リー - ペイトン・リー - アンバー・リン - ケリー・マディソン - マグダレン・セント・マイケルズ - レイヴェネス - ケンドラ・シークレット - クリスタル・サマーズ - シエナ・ウェスト |

### 2010年代
| 受賞者          | ノミネート             | |
| 第27回 - 2010年 | 第27回 - 2010年        | 第27回 - 2010年 |
| --------------- | ---------------------- | --- |
|                 | ジュリア・アン (1)     | - レイチェル・ラヴ - リサ・アン - ラクエル・ディヴァイン - ハンター・ブライス - ダイアモンド・フォックス - ダリル・ハナ - ホリー・ハルストン - カイリー・アイルランド - フランチェスカ・レイ - ケリー・マディソン - ペルシア・ペレ - レイヴェネス - マグダレン・セント・マイケルズ - インディア・サマー |
| 第28回 - 2011年 |                        | |
|                 | ジュリア・アン (2)     | - リサ・アン - ドーマ - ラクエル・ディヴァイン - ダイアモンド・フォックス - ダイアナ・ローレン - フランチェスカ・レイ - ケリー・マディソン - ペイトン・リー - ジャネット・メイソン - レイリーン - レイヴェネス - ヴァナ・スターリング - インディア・サマー - ターニャ・テイト                           |
| 第29回 - 2012年 |                        | |
|                 | インディア・サマー (1) | - アヴァ・アダムス - ジュリア・アン - リサ・アン - アンジャネット・アストリア - ヴェロニカ・アブリュヴ - ダーラ・クレイン - ゾーイ・ホロウェイ - ダイアモンド・フォックス - フランチェスカ・レイ - ケリー・マディソン - エレクシス・モンロー - レイリーン - ターニャ・テイト - イナリ・ヴァックス       |
| 第30回 - 2013年 |                        | |
|                 | ジュリア・アン (3)     | - アヴァ・アダムス - リサ・アン - ヴェロニカ・アブリュヴ - ドーマ - ヴァニラ・デヴィル - ニナ・ハートレー - フランチェスカ・レイ - ブランディ・ラヴ - ケリー・マディソン - フェニックス・マリー - レイリーン - マグダレン・セント・マイケルズ - インディア・サマー - ターニャ・テイト                   |
| 第31回 - 2014年 |                        | |
|                 | インディア・サマー (2) | - アヴァ・アダムス - ジュリア・アン - リサ・アン - ヴェロニカ・アブリュヴ - ドーマ - シェリー・デヴィル - フランチェスカ・レイ - ケンドラ・ラスト - ケリー・マディソン - ゾーイ・ホロウェイ - レイヴェネス - マグダレン・セント・マイケルズ - ターニャ・テイト - ジョディ・ウエスト                     |
| 第32回 - 2015年 |                        | |
|                 | インディア・サマー (3) | - アヴァ・アダムス - ジュリア・アン - リサ・アン - ヴェロニカ・アブリュヴ - シェリー・デヴィル - アリエラ・フェレーラ - フランチェスカ・レイ - ブランディ・ラヴ - ケンドラ・ラスト - ケリー・マディソン - キアラ・ミア - アリソン・ムーア - ニキータ・フォン・ジェームズ - ジョディ・ウエスト           |
| 第33回 - 2016年 |                        | |
|                 | ケンドラ・ラスト (1)   | - アヴァ・アダムス - ジュリア・アン - ヴェロニカ・アブリュヴ - ブリジット・B - メルセデス・カレラ - ライアン・コナー - アレナ・クロフト - シェリー・デヴィル - ニーナ・エル - フランチェスカ・レイ - ブランディ・ラヴ - フェニックス・マリー - インディア・サマー - ジョディ・ウエスト                  |
| 第34回 - 2017年 |                        | |
|                 | ケンドラ・ラスト (2)   | - アヴァ・アダムス - ジュリア・アン - ヴェロニカ・アブリュヴ - ブリアナ・バンクス - メルセデス・カレラ - ライアン・コナー - シェリー・デヴィル - ニーナ・エル - アレクシス・フォウクス - フランチェスカ・レイ - ブランディ・ラヴ - インディア・サマー - ダナ・ヴェスポリ - ジョディ・ウエスト           |
| 第35回 - 2018年 |                        | |
|                 | シェリー・デヴィル (1) | - ジュリア・アン - ブリジット・B - ブリアナ・バンクス - メルセデス・カレラ - ニーナ・エル - アレクシス・フォウクス - レーガン・フォックス - アリーヤ・ラブ - ブランディ・ラヴ - ケンドラ・ラスト - ケイティ・モーガン - アンナ・ベル・ピークス - インディア・サマー - サラ・ヴァンデラ                  |
| 第36回 - 2019年 |                        | |
|                 | シェリー・デヴィル (2) | - ジュリア・アン - ブリジット・B - メルセデス・カレラ - シレン・ド・メール - ニーナ・エル - アレクシス・フォウクス - レーガン・フォックス - ブランディ・ラヴ - ケンドラ・ラスト - ケイティ・モーガン - アンナ・ベル・ピークス - リッチェル・ライアン - インディア・サマー - サラ・ヴァンデラ            |

### 2020年代
| 受賞者          | ノミネート                 | |
| 第37回 - 2020年 | 第37回 - 2020年            | 第37回 - 2020年 |
| --------------- | -------------------------- | --- |
|                 | アレクシス・フォウクス (1) | - ブリトニー・アンバー - ブリジット・B - デイナ・デアーモンド - シェリー・デヴィル - ニーナ・エル - レーガン・フォックス - ブランディ・ラヴ - ケンドラ・ラスト - ケイティ・モーガン - ロンドン・リバー - リッチェル・ライアン - シルヴィア・セイジ - インディア・サマー - サラ・ヴァンデラ                    |
| 第38回 - 2021年 |                            | |
|                 | シェリー・デヴィル (3)     | - ブリトニー・アンバー - ブリジット・B - シレン・ド・メール - アレクシス・フォウクス - レーガン・フォックス - ライアン・キーリー - マッケンジー・リー - ブランディ・ラヴ - レクシー・ルナ - クリッシー・リン - テキサス・パティ - ロンドン・リバー - サラ・ヴァンデラ - ディー・ウィリアムズ                  |
| 第39回 - 2022年 |                            | |
|                 | アレクシス・フォウクス (2) | - キャスカ・アカショワ - ブリトニー・アンバー - ブリジット・B - ペニー・バーバー - レイチェル・カヴァリ - シェリー・デヴィル - レーガン・フォックス - ブランディ・ラヴ - レクシー・ルナ - キット・マーサー - ロンドン・リバー - シーナ・ライダー - シルヴィア・セイジ - ディー・ウィリアムズ                  |
| 第40回 - 2023年 |                            | |
|                 | シェリー・デヴィル (4)     | - ブリタニー・アンドリュース - ブリジット・B - ペニー・バーバー - レイチェル・カヴァリ - コーリー・チェイス - アレクシス・フォウクス - レーガン・フォックス - ブランディ・ラヴ - レクシー・ルナ - ナターシャ・ニース - ロンドン・リバー - クリスタル・ラッシュ - ジェシカ・ライアン - ディー・ウィリアムズ    |
| 第41回 - 2024年 |                            | |
|                 | ペニー・バーバー           | - アルマーニ・ブラック - レイチェル・カヴァリ - コーリー・チェイス - シェリー・デヴィル - アレクシス・フォウクス - レーガン・フォックス - ソフィア・ロック - ブランディ・ラヴ - レクシー・ルナ - バニー・マディソン - ナターシャ・ニース - ローレン・フィリップス - ロンドン・リバー - スリムシック・ヴィック |
| 第42回 - 2025年 |                            | |
|                 | シェリー・デヴィル (5)     | - ペニー・バーバー - コーリー・チェイス - アレクシス・フォウクス - チャーリー・フォード - レーガン・フォックス - フランチェスカ・レイ - ブランディ・ラヴ - レクシー・ルナ - バニー・マディソン - ナターシャ・ニース - ローレン・フィリップス - シェイ・サイツ - サディ・サマーズ - スリムシック・ヴィック     |